# 王四代
王四代（1955年5月—2016年5月），男，彝族，云南勐腊人，中华人民共和国政治人物，第九、十、十一届全国政协委员。曾任民革中央委员、民革云南省委副主委、云南民族大学副校长。

## 生平
1978年考入云南民族学院中文系，1982年毕业，获文学学士学位，同时留校任教，历任民族艺术系副主任、主任，民族艺术学院院长。2006年至2015年，担任云南民族大学副校长。长期从事民俗学、民间文学、民族艺术的教学研究工作。2006年获“云南文学艺术贡献奖”。
2008年，当选第十一届全国政协委员，代表中国国民党革命委员会，分入第三组。并担任民族和宗教委员会专委。